# Liste des plus hauts gratte-ciel de São Paulo
Cet article concerne une liste des plus hauts gratte-ciel de São Paulo au Brésil. Depuis la construction du Prédio Martinelli en 1929, plus de 800 gratte-ciel (immeubles d'au moins 100 mètres de hauteur) ont été construits dans la ville de São Paulo et dans son agglomération qui comprend des villes comme Barueri, Guarulhos ou Sao Bernardo do Campo, soit un nombre comparable à celui de l'agglomération de New York. De ce fait São Paulo est l'une des dix agglomérations de la planète qui compte le plus de gratte-ciel et est l'agglomération d'Amérique latine qui de très loin en comporte le plus, devant Panama.
Les constructions d'immeubles de grande hauteur se sont beaucoup développées ces dernières années, surtout pour abriter des logements, bien que le rythme de construction se soit nettement ralenti depuis 2010 du fait des difficultés économiques du Brésil. Les gratte-ciel de Sao Paulo ont la particularité d'être de faible hauteur comme la plupart des autres gratte-ciel du Brésil, aucun d'entre eux n'atteignant une hauteur de 200 mètres. La plupart des gratte-ciel de l'agglomération sont de style post-moderne avec des formes souvent symétriques.
Il se construit en moyenne près d'une cinquantaine de gratte-ciel chaque année dans l'agglomération de São Paulo depuis 2009, ce qui est considérable et fait de São Paulo l’une des agglomérations où il se construit le plus de gratte-ciel dans le monde.
En juin 2018, la liste des immeubles d'au moins 130 mètres de hauteur y est la suivante d'après Emporis et Skyscraperpage.

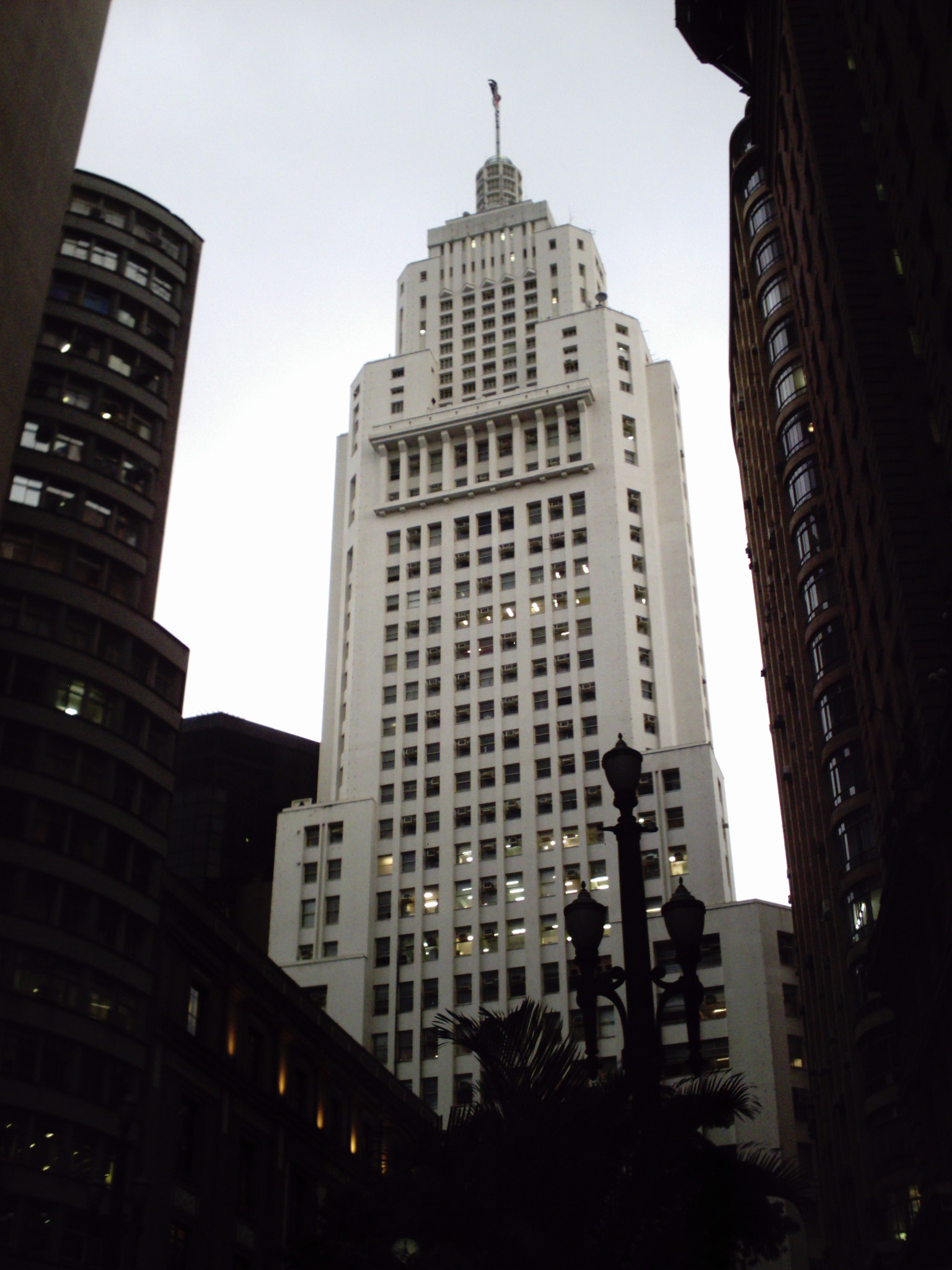
Altino Arantes.

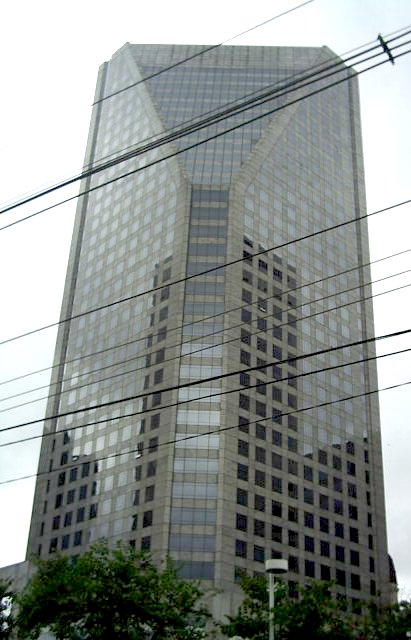
Centro Empresarial Nações Unidas Torre Norte.

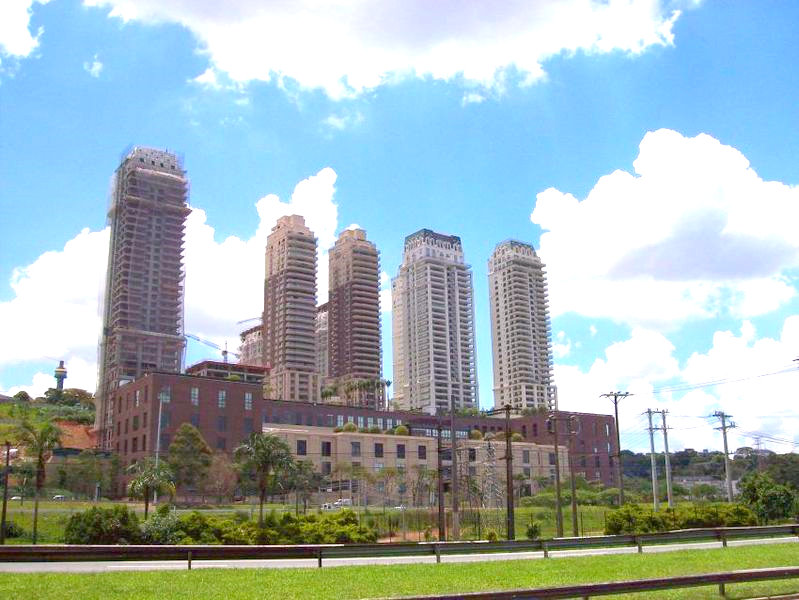
Parque Cidade Jardim.

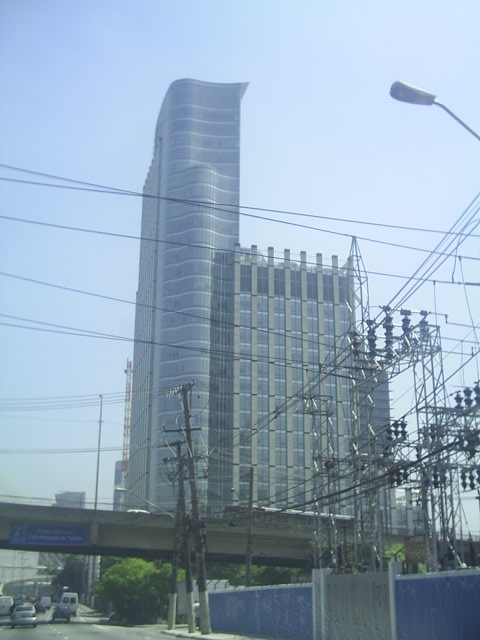
Sede do BankBoston.

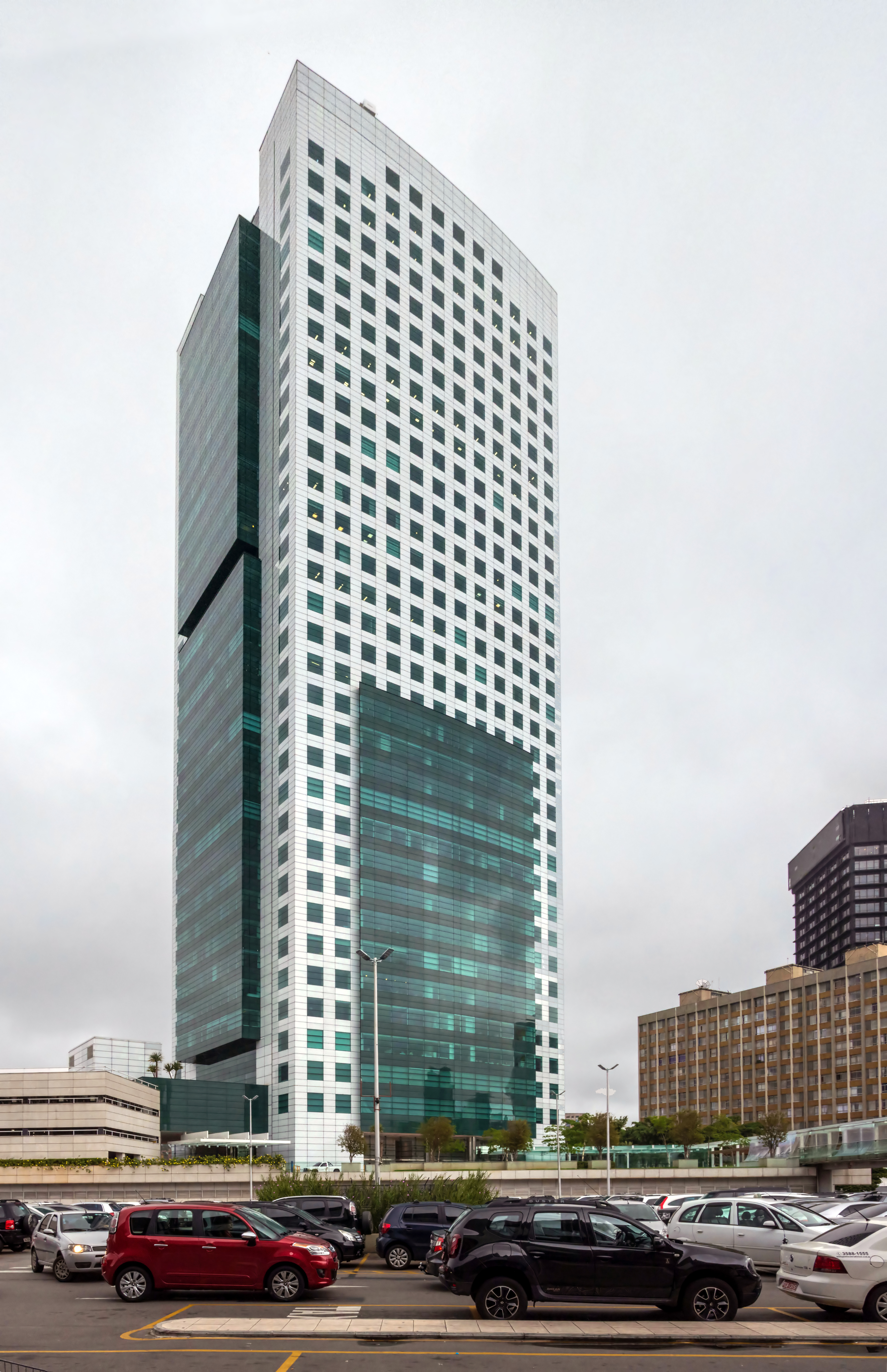
Eldorado Business Tower.

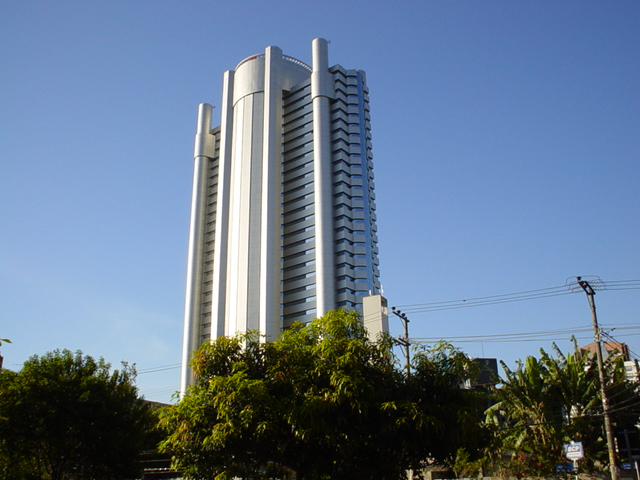
Plaza Centenario.

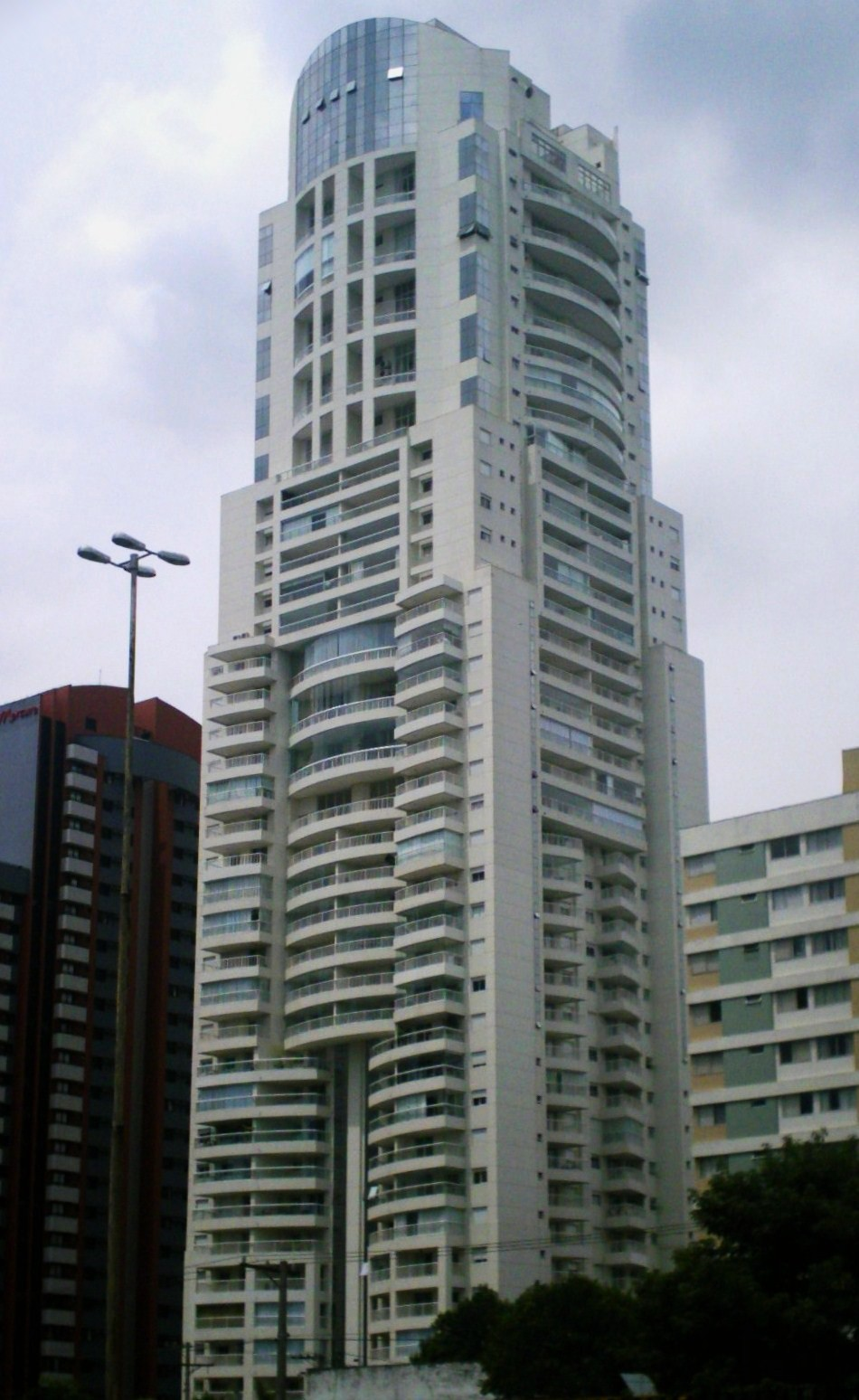
Mandarim.

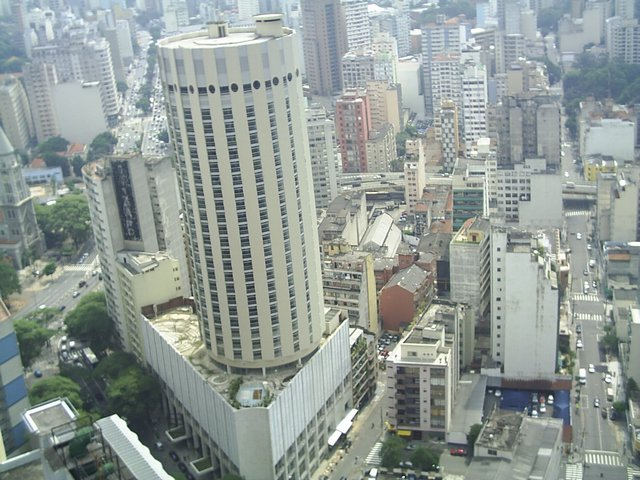
Ipiranga 165.

| Rang | Nom                                          | Hauteur | Étages | Année |
| ---- | -------------------------------------------- | ------- | ------ | ----- |
| 1    | Mirante do Vale                              | 170 m   | 51     | 1960  |
| 2    | Edificio Italia                              | 165 m   | 46     | 1965  |
| 3    | Altino Arantes                               | 161 m   | 36     | 1947  |
| 4    | Centro Empresarial Nações Unidas Torre Norte | 158 m   | 38     | 1999  |
| 4    | Limantos                                     | 158 m   | 41     | 2010  |
| 4    | Zineas                                       | 158 m   | 41     | 2009  |
| 4    | Ipês                                         | 158 m   | 41     | 2009  |
| 4    | Begônias                                     | 158 m   | 41     | 2008  |
| 4    | Magnolias                                    | 158 m   | 41     | 2008  |
| 4    | Reseda                                       | 158 m   | 41     | 2008  |
| 4    | Jabuticabeiras                               | 158 m   | 41     | 2008  |
| 12   | Gran Estancorporate Berrini                  | 154 m   | 41     | 2013  |
| 13   | Florida Penthouses A                         | 151 m   | 40     | 2008  |
| 14   | Josephine                                    | 150 m   | 41     | 2014  |
| 14   | Viol Spe 1                                   | 150 m   | 33     | 2015  |
| 14   | Viol Spe 2                                   | 150 m   | 33     | 2016  |
| 14   | EZ Towers - Torre A                          | 150 m   | 32     | 2016  |
| 14   | EZ Towers - Torre B                          | 150 m   | 32     | 2016  |
| 19   | Birmann 21                                   | 149 m   | 26     | 1997  |
| 20   | e-Tower                                      | 148 m   | 39     | 2005  |
| 21   | Eco Berrini                                  | 147 m   | 35     | 2012  |
| 22   | Sede do BankBoston                           | 145 m   | 30     | 2002  |
| 23   | Emiliano Analia Franco                       | 143 m   | 42     | 2013  |
| 23   | Edificio do Banco do Brasil                  | 143 m   | 24     | 1955  |
| 23   | Emiliano Analia Franco                       | 143 m   | 42     | 2013  |
| 23   | Mirante                                      | 143 m   | 38     | 2008  |
| 23   | Horizonte                                    | 143 m   | 38     | 2008  |
| 23   | Panorama                                     | 143 m   | 38     | 2008  |
| 29   | Canario                                      | 141 m   | 40     | 2010  |
| 29   | Inhambu                                      | 141 m   | 40     | 2010  |
| 29   | TEK Nações Unidas                            | 141 m   | 33     | 2013  |
| 29   | W Torre Morumbi 1                            | 141 m   | 34     | 2014  |
| 29   | Eldorado Business Tower                      | 141 m   | 36     | 2007  |
| 34   | Marginal Pinheiros Torre A                   | 140 m   | 38     | 2016  |
| 35   | Berrini 1                                    | 139 m   | 34     | 2004  |
| 35   | Plaza Centenario                             | 139 m   | 34     | 1995  |
| 35   | Alhambra de Granada                          | 139 m   | 37     | 2015  |
| 35   | Helen                                        | 139 m   | 37     | 2018  |
| 39   | Katherine Mansfield                          | 138 m   | 39     | 2012  |
| 40   | Mandarim                                     | 137 m   | 42     | 2006  |
| 41   | Torre Sao Paulo                              | 136 m   | 34     | 2009  |
| 41   | Atelier Mozaik                               | 136 m   | 36     | 2016  |
| 41   | Mozaik Vila Sônia                            | 136 m   | 36     | 2016  |
| 41   | Florida Penthouses B                         | 136 m   | 36     | 2008  |
| 41   | Camille Claudel                              | 136 m   | 36     | 2014  |
| 41   | Modigliani                                   | 136 m   | 36     | 2009  |
| 41   | Parcolare Torre A                            | 136 m   | 36     | 2010  |
| 41   | Parcolare Torre B                            | 136 m   | 36     | 2010  |
| 41   | Torre Sigma                                  | 136 m   | 35     | 2017  |
| 41   | Torre Alpha                                  | 136 m   | 36     | 2017  |
| 51   | Crystal Tower                                | 134 m   | 33     | 2012  |
| 51   | 106 Serido Torre 1                           | 134 m   | 36     | 2012  |
| 51   | 106 Serido Torre 2                           | 134 m   | 36     | 2012  |
| 51   | Hospital Sírio-Libanês New Building          | 134 m   | 27     | 2015  |
| 55   | Barao de Iguape                              | 133 m   | 37     | 1959  |
| 56   | Cipriani Hôtel & Residences                  | 132 m   | 30     | 2012  |
| 56   | Maison Victoria                              | 132 m   | 35     | 2014  |
| 56   | Residencial Málaga                           | 132 m   | 35     | 2017  |
| 56   | Fascination Penthouses Torre A               | 132 m   | 36     | 2010  |
| 56   | Torre Walter Gropius                         | 132 m   | 35     | 2012  |
| 56   | Torre Paul Klee                              | 132 m   | 35     | 2012  |
| 62   | Memorial Office Building                     | 131 m   | 31     | 1999  |
| 63   | Ipiranga 165                                 | 130 m   | 36     | 1968  |
| 63   | Tower Bridge Corporate                       | 130 m   | 30     | 2012  |
| 63   | WTorre JK Commercial 2                       | 130 m   | 26     | 2012  |
| 63   | Sky Corporate Tower                          | 130 m   | 30     | 2012  |